# Alia Nazarbaieva
Alia Nazarbaieva (kazakh: Álıya Nursultanqyzy Nazarbaeva)  (Almati, 3 de febrer de 1980), és una empresària kazakh. És la filla petita de l'antic president del Kazakhstan Nursultan Nazarbàiev.

## Formació
Es va criar al Kazakhstan i havent-se format a l'Escola Musical Nacional Kulaix Baisseitova, va completar l'educació al Regne Unit i als Estats Units d'Amèrica. En concret, va passar per les facultats de Relacions Internacionals de la Richmond American University London i de la Universitat George Washington. Posteriorment, va estudiar un temps a Suïssa i el 2001 va graduar-se en Ciència Legal per l'Acadèmia Judicial de l'Estat kazakh. A més, el 2016 la Universitat Al-Farabí va decidir de conferir-li el Màster en administració d'empreses amb especialitat en economia, economia innovadora i gestió. Així doncs, a més del kazakh, la seva llengua materna, parla anglès, alemany i rus.

## Carrera
És assistent de la direcció de la ràdio Europa Plus, interna del departament jurídic del banc TuranAlem, consultora del departament d'administració presidencial, presidenta de la corporació Almatypharm, directora general de Caspian Industries Ltd i presidenta del consell d'Elitstroy.
També ha produït un nombre considerable de documentaris. Per exemple, és la productora del film The Road to Mother (2016), que va rebre premis en fins a sis festivals de cinema internacionals diferents.

## Vida personal
El 1998, es va casar amb el polític kirguís Aidar Akàiev, fill de l'abans president del Kirguizstan Askar Akàiev, de qui finalment es divorciaria. Segons el mitjà britànic BBC, aquesta unió era «vista per molts com el retorn a l'antiga tradició centreasiàtica d'establir lligams polítics mitjançant els vincles familiars».
Més tard, l'any 2002, va tornar a contreure matrimoni, en aquesta ocasió amb Dimash Domanov, l'ex director general de KazTransOil, l'empresa d'oleoductes més important del Kazakhstan. Amb el segon marit va tenir quatre fills: Tiara, nascuda el 2007; Alsara, nascuda el 2011; Aldiyar, nascut el 2016, i Alana, nascuda el 2018.